# آلنا اوانز
آلِنا اوانز (انگلیسی: Alana Evans؛ زاده ۶ ژوئیهٔ ۱۹۷۶) بازیگر پورنوگرافی اهل ایالات متحده آمریکا است.

## اوایل زندگی
اوانز در فورت کمپبل در ایالت کنتاکی زاده شد و در سن خوزه، کالیفرنیا بزرگ شد. او بخش از عمر خود را نیز در ساکرامنتو و لس آنجلس گذرانده‌است. نخستین شغل او، کار در سالن پذیرایی پیتزا میز گرد بود. اوانز در سن ۱۴ سالگی یک عمل جراحی آپاندکتومی را تجربه کرده‌است.

## فعالیت
اوانز در ابتدا یک استریپر و رقصنده میله بود و پس از آن تصمیم به فعالیت در زمینهٔ مدلینگ گرفت. او معتقد بود که به دلیل زخم حاصل از جراحی آپاندکتومی خود، مورد استقبال مجله‌ّای مدلینگ واقع نخواهد شد؛ در نتیجه در سن ۲۱ سالگی وارد صنعت پورنوگرافی شد. او در ۲۴ مارس ۱۹۹۸ با حضور در یک صحنه از فیلم مجله سکس واقعی ۱۱ به‌همراه مستر مارکوس پا به صنعت فیلم بزرگسالان گذاشت. اوانز در ابتدا از نام تکی آلنا استفاده می‌کرد که برگرفته از نام همسر پیشین او، آلن بود. او چند سال پس از آغاز فعالیت در صنعت پورن، نام خانوادگی اوانز را به نام هنری خود اضافه کرد. برنامه‌ریز او در آن زمان، رب ساویتز از شرکت پرتی گرل اینترنشنال بود. اوانز در ۷ مهٔ ۲۰۱۲ قراردادی را با شای لاو به‌عنوان برنامه‌ریز خود امضا کرد.
اوانز تا امروز در بیش از ۴۵۰ فیلم ایفای نقش کرده‌است. این فیلم‌ها شامل پروژه‌هایی از تلویزیون پلی‌بوی و ۳۰ فیلم سافت‌کور نیز می‌شوند. او تا ژوئن ۲۰۰۵ مجری برنامه‌ای در رادیو کی‌سکس با نام همگی در خانوادهٔ پورن بوده و اجرای برنامهٔ تماس‌های خصوصی در رادیو پلی‌بوی، که در شبکهٔ رادیوی ماهواره‌ای سیریوس پخش می‌شود را نیز برعهده داشته‌است. او همچنین مجری برنامهٔ همهٔ همسرها خیانت می‌کنند در رادیو اسپایس است که در رادیوی سیریوس اکس‌ام ۱۰۳ پخش می‌شود.
اوانز که هرگز از اندازهٔ سینه‌های خود رضایت نداشته‌است، همیشه در خصوص بهبود اندازهٔ آن‌ها با جراحی یا حفظ تصویر عمومی خود به‌عنوان ستاره‌ای با بدن طبیعی مردد بوده‌است. او در مصاحبه‌ای گفته‌بود که «آن‌ها را واقعی نگه خواهم داشت… نمی‌خواهم در بدم پلاستیک داشته‌باشم.»
اوانز، که پیش از این معاون رئیس انجمن بازیگران بزرگسال (APAG) بود، با استعفای شان مایکلز، رئیس پیشین این انجمن، در فوریهٔ ۲۰۱۸ ریاست این انجمن که اتحادیه‌ای شناخته‌شده از سوی دولت فدرال ایالت متحده آمریکا است را بر عهده گرفت.

## سایر فعالیت‌ها

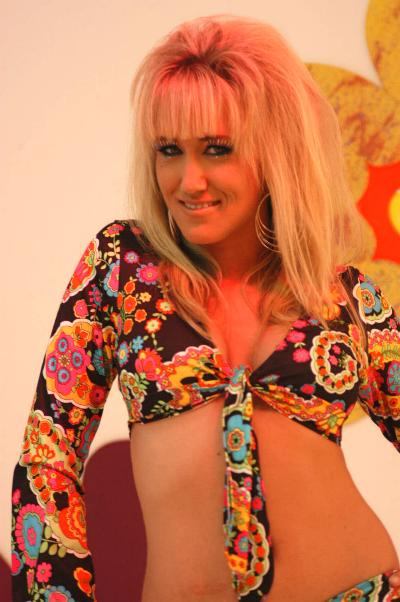
آلِنا اوانز

### شرکت‌های تهیه‌کننده
آلنا و همسرش کریش اوانز، در سپتامبر ۲۰۰۶ یک شرکت تولید محتوای پورن با نام کریم‌ورکس فیلمز را تأسیس کردند. در نخستین فیلم این استودیو با عنوان جوان‌ها را انتخاب کن، آلنا به ایفای نقش به‌همراه هنرپیشه‌های مرد جدید ۱۸ تا ۲۱ ساله‌ای پرداخت که از میان کاربران مای‌اسپیس انتخاب شده‌بودند. همزمان که کریس تمرکز خود را بر کارگردانی و تدوین فیلم‌ها گذاشته‌بود، آلنا نیز بر تهیه‌کنندگی و انتخاب بازیگر متمرکز بود.
کریس و آلنا در نوامبر ۲۰۰۸ یک شرکت فیلم‌سازی دیگر با نام رویالتی ایکس فیلمز را بنا نهادند. نخستین فیلم تولیدی این شرکت سوراخ‌های صورتی بزرگ نام داشت.

### بازی‌های ویدئویی
اوانز و میستی داون، از دیگر بازیگران پورن، در ۲۰ سپتامبر ۲۰۱۱ یک وبگاه تعاملی بازی‌های ویدئویی با نام PwnedByGirls.com را تأسیس کردند که که به دنبال‌کنندگان اجازه می‌داد که از طریق اکس‌باکس لایو یا شبکه پلی‌استیشن به انجام بازی‌های ویدئویی با ستارگان پورنوگرافی بپردازند.

### موسیقی
اوانز در سال ۲۰۱۲ فعالیت خود در زمینهٔ خوانندگی حرفه‌ای را آغاز کرد. نخستین اثر او «پاپ دت توشی» نام داشت که تک‌آهنگ لید از آلبوم دیپ چیلز اثر لردز آو اسید بود. اوانز در ژوئن ۲۰۱۴ ترانه‌ای را با عنوان «مجبورت کنم که عاشقم باشی» منتشر کرد.

### نویسندگی
اوانز در فوریهٔ ۲۰۱۴ نوشتن ستونی برای مجلهٔ های تایمز با عنوان «بازیکن سنگی» را آغاز کرد.